# Cleisostoma
Cleisostoma es un género de orquídeas que se distribuye desde la India, Sudeste de Asia, Indonesia, Nueva Guinea y Filipinas hasta Australia. Comprende 238 especies descritas y de estas, solo 90 aceptadas.

## Descripción
Es uno de los más grandes géneros de la subtribu Aeridinae y está distribuido por Asia tropical y en las Filipinas y sur de Australia. Este género comprende unas 90 especies, compactas, de tamaño pequeño a medio de hábitos epifitas con hojas carnosas o cilíndricas. La inflorescencia puede ser corta o larga, simple o ramificada, erecta o colgante pero siempre con muchas flores.

## Taxonomía
El género fue descrito por Carl Ludwig Blume y publicado en Bijdragen tot de flora van Nederlandsch Indië 8: 362. 1825.
Etimología
Cleisostoma: nombre genérico que deriva del griego:  kleistos, que significa "boca cerrada".

## Especies seleccionadas
| - Cleisostoma bicorne - Cleisostoma crassifolium - Cleisostoma longi-folius - Cleisostoma lowii - Cleisostoma pachyfolium - Cleisostoma pachyphyllus - Cleisostoma pallidus - Cleisostoma paniculatum - Cleisostoma parishii | - Cleisostoma pendulata - Cleisostoma racemiferum - Cleisostoma ramosum - Cleisostoma recurvum - Cleisostoma rolfeanum - Cleisostoma rostratum - Cleisostoma sagittatum - Cleisostoma sagittiforme - Cleisostoma simondii |